# خريطة الموقع

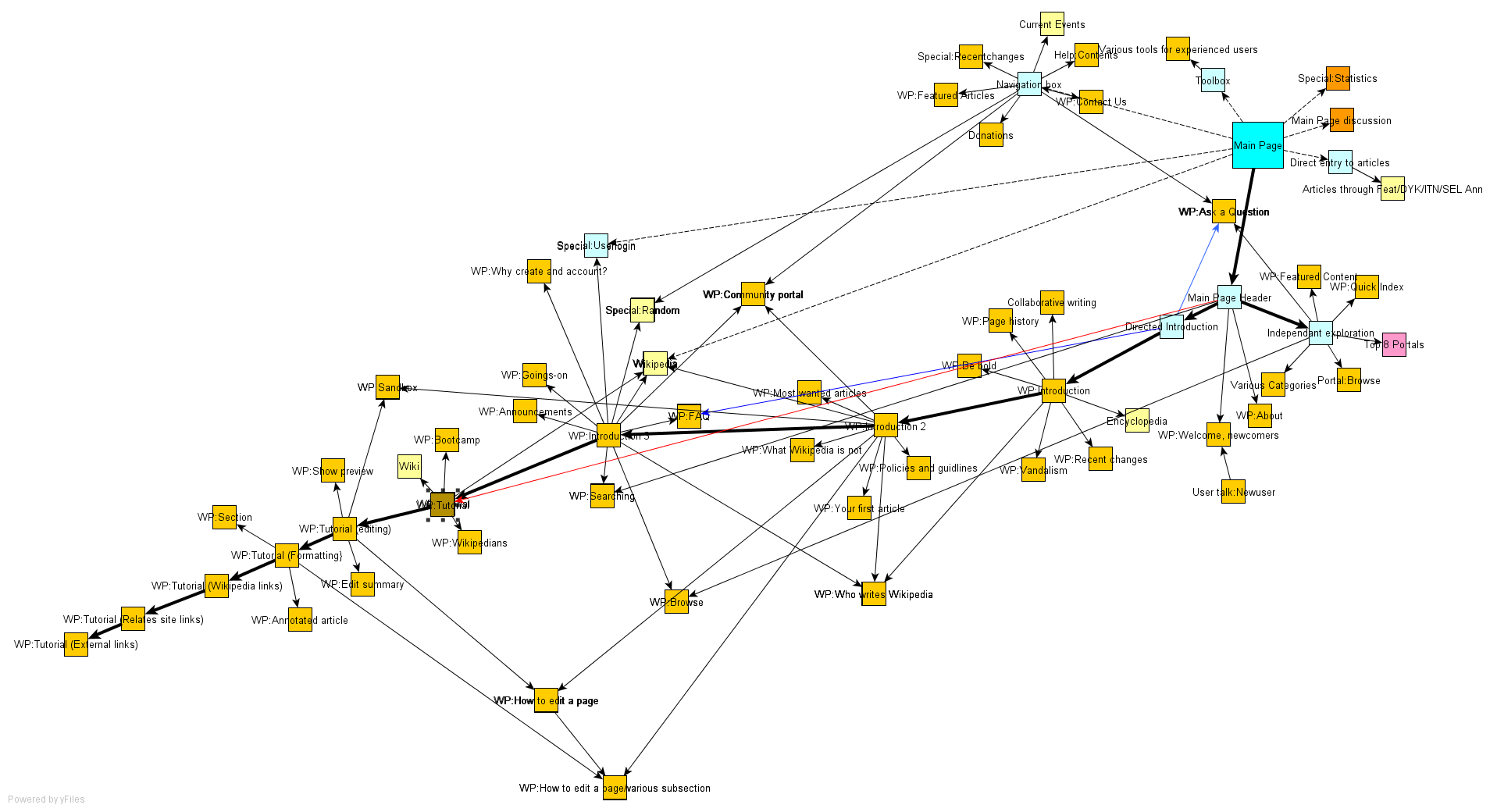
خريطة الموقع من الصفحة الرئيسية في ويكيبيديا الإنجليزية.

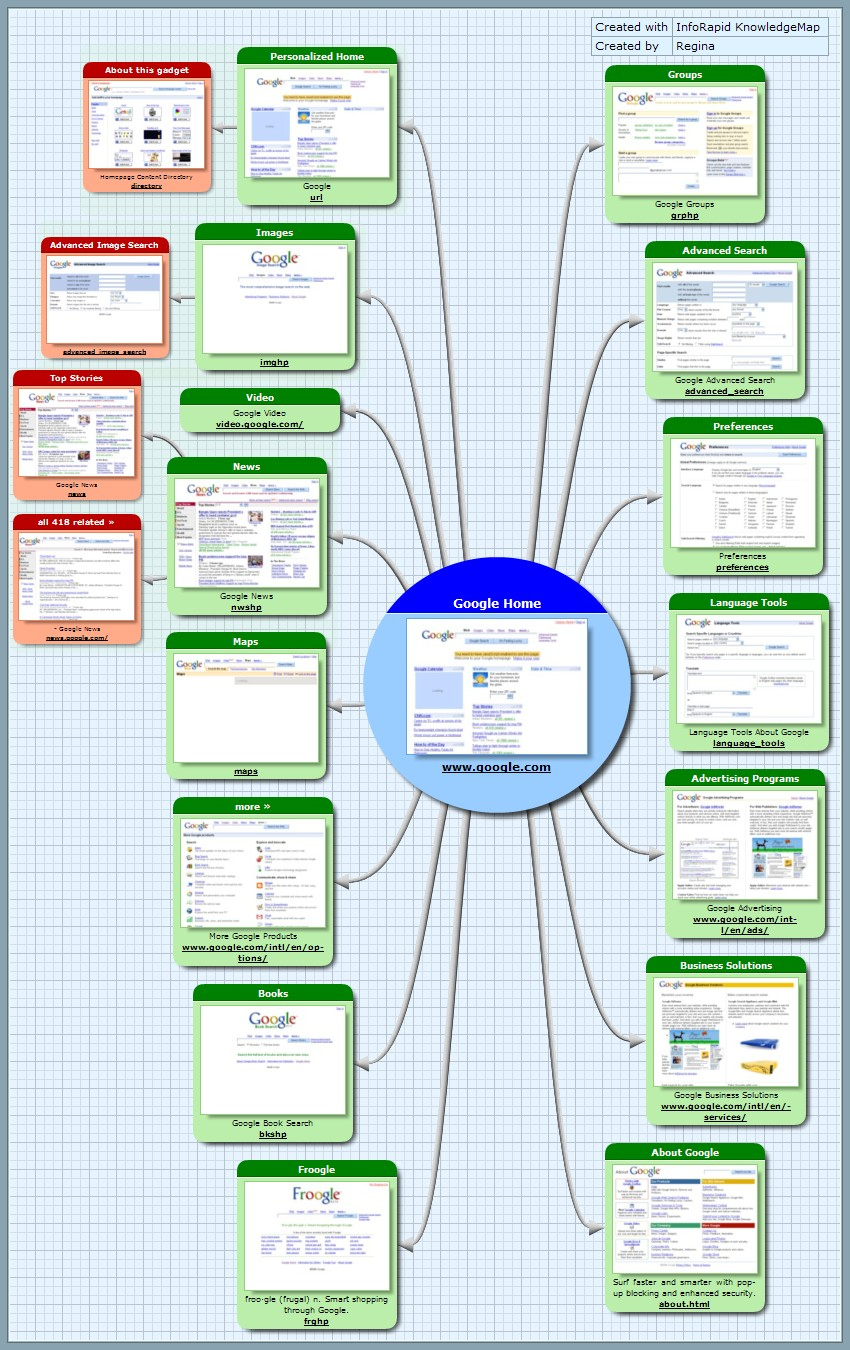
خريطة جوجل (Google)

خريطة الموقع (sitemap) هي عدد من صفحات موقع على شبكة الإنترنت في متناول المستخدمين أو المتصفحين. فإنه يمكن أن يكون إما مستند في أي شكل من الأشكال المستخدمة كأداة للتخطيط لتصميم مواقع الإنترنت، أو صفحة على شبكة الإنترنت تسرد الصفحات الموجودة على الموقع، التي تنظم عادة في شكل شجري. وهذا يساعد الزوار ومحرك البحث بوت (bot) لإيجاد الصفحات على الموقع.
في حين أن بعض المطورين يقولون ان فهرسة المواقع (site index) هو أنسب مصطلح يستخدم لتقوية وظيفة الصفحة، زوار شبكة الإنترنت معتادون على رؤية كلا المصطلحين وعادة ما ينسبونهما لبعض على حد سواء باعتبارهم واحد. ومع ذلك، فهرسة الموقع غالبا ما تستخدم لتعني فهرسا من الألف إلى الياء الذي يوفر الوصول إلى محتوى معين، في حين أن خريطة الموقع توفر منظر شامل من أعلى إلى أسفل لمحتويات الموقع بشكل عام.

## فوائد خرائط المواقع
خرائط المواقع يمكن أن تحسن محرك البحث الآلي للموقع عن طريق التأكد من أن جميع الصفحات يمكن العثور عليها. مع العلم أن هذا مهم بصفة خاصة إذا كان الموقع يستخدم محتوى ديناميكي للوصول إلى المحتويات مثل أدوبي فلاش (Adobe Flash) أو قوائم الجافا سكريبت (JavaScript menus) التي لا تتضمن وصلات أتش تي أم أل (HTML).
كما أنها تساعد على التنقل بين الصفحات  من خلال تقديم لمحة عامة عن محتوى الموقع من نظره واحدة.
معظم محركات البحث تؤدي فقط إلى متابعة عدد محدود من الروابط الصادرة من الصفحة، لذلك إذا كان عدد الروابط كثير جدا، قد تكون هناك حاجة لخريطة الموقع بحيث يمكن لكل من محركات البحث والزوار الوصول إلى كافة المحتويات على الموقع.

## خرائط المواقع إكس إم إل (XML)
جوجل (Google) قدمت خرائط جوجل (Google Sitemaps) ليتمكن مطوري الويب من نشر عدد من الروابط عبر مواقعهم. والفرضية الأساسية هي أن بعض المواقع لديها عدد كبير من الصفحات الديناميكية التي لا تتوفر إلا من خلال استخدام أشكال ومدخلات المستخدم. وبالإمكان أن تستخدم ملفات الموقع كإشارة للمتصفح للعثور على مثل صفحات الويب المطلوبة. جوجل (Google)، بنج (Bing)، وياهو (Yahoo) وآسك (Ask) يقومون حاليا بالدعم المشترك لبروتوكول خرائط الإنترنت.
منذ أن استخدمت بينغ (Bing)، وياهو (Yahoo)، آسك (Ask)، وجوجل (Google) نفس البروتوكول ، وجود خريطة الموقع يتيح تحديث بيانات الموقع لأي من محركات البحث الأربعة التي جرى ذكرها. خرائط الموقع لا تضمن أن جميع الروابط سيتم تصفحها، والتصفح لا يضمن الحصول على فهرسة كاملة. ومع ذلك، خريطة الموقع لا تزال أفضل ضمان لحصول محرك البحث على معرفة شاملة للموقع.
خرائط المواقع إكس إم إل (XML) قد حلت محل الطريقة القديمة «التقديم لمحركات البحث» عن طريق تعبئة نموذج على صفحة التقديم الموجود على محرك البحث. الآن مطوري الويب يقدمون خريطة الموقع مباشرة، أو ينتظرون محركات البحث لتعثر عليه.
إكس إم إل (XML) (لغة التوصيف الموسعة) هي أكثر دقة بكثير من ترميز ال أتش تي أم أل (HTML). الأخطاء لا يمكن التغاضي عنها، لذلك يجب أن يكون بناء الجملة دقيقا.
ينصح باستخدام مدقق الجملة إكس إم إل (XML) مثل: http://www.w3schools.com

## فوائد خرائط لمواقع للبحث الآلي "فلاش (Flash)
أدناه مثال مصادق لخريطة موقع إكس إم إل (XML) لثلاث صفحات ويب بسيطة. خرائط المواقع هي أداة مفيدة لعمل المواقع المبنية بتصاميم فلاش (Flash) وغيرها من غير لغات ال أتش تي أم أل (HTML) القادرة على البحث. علما بأن التنقل بين صفحات الموقع بني عن طريق فلاش (Flash) أدوبي (Adobe)، الصفحة الرئيسية الأولية لموقع تطور بهذه الطريقة ربما تكون موجودة من قبل برنامج البحث الآلي (المرجع: بوت (bot)) ومع ذلك، فإن الصفحات اللاحقة من غير المحتمل أن تكون موجودة من دون خريطة الموقع إكس إم إل (XML).
مثال على خريطة الموقع إكس إم إل (XML):
```
<?xml version="1.0" encoding="UTF-8"?>

<urlset
 
xmlns=
"http://www.sitemaps.org/schemas/sitemap/0.9"
>

  
<url>

    
<loc>
http://www.example.net/?id=who
</loc>

    
<lastmod>
2009-09-22
</lastmod>

    
<changefreq>
monthly
</changefreq>

    
<priority>
0.8
</priority>

  
</url>

  
<url>

    
<loc>
http://www.example.net/?id=what
</loc>

    
<lastmod>
2009-09-22
</lastmod>

    
<changefreq>
monthly
</changefreq>

    
<priority>
0.5
</priority>

  
</url>

  
<url>

    
<loc>
http://www.example.net/?id=how
</loc>

    
<lastmod>
2009-09-22
</lastmod>

    
<changefreq>
monthly
</changefreq>

    
<priority>
0.5
</priority>

  
</url>

</urlset>

```

هناك مولدات آلية متاحة لخريطة موقع إكس إم إل (XML) (في البرمجيات وتطبيقات الويب) للمواقع الأكثر تعقيدا.
يمكن الحصول على المزيد من المعلومات التي تحدد العمليات الميدانية، وخيارات أخرى لخريطة الموقع من خلال موقع Sitemaps.org.
انظر أيضا: Robots.txt.

## وصلات خارجية
- الموقع الرسمي المشترك—المحافظة على الموقع مشتركة بين جوجل Google وياهو Yahoo، ام اس ان MSN لـ أكس أم أل XML
- Sitemap generators على مشروع الدليل المفتوح
- الأدوات والبرنامج التعليمي المساهمة في بناء نظام عن طريف مولد خريطة موقع.